# Pita luzonská
Pita luzonská (Erythropitta kochi) je pták z čeledi pitovití (Pittidae) a rodu Erythropitta. Druh popsal německý přírodovědec Friedrich Brüggemann roku 1876 pod původním jménem Pitta Kochi.

## Výskyt
Pita luzonská je endemitem ostrova Luzon na Filipínách. Její výskyt je omezen na pohoří Cordillera Central a Sierra Madre na severu ostrova a region Bicol na jihu ostrova. Přirozeným prostředím pity luzonské jsou husté horské lesy, toleruje však široké rozpětí nadmořské výšky (360–2200 m). Snáší i degradovaná stanoviště a lesy využívané pro selektivní těžbu dřeva.

## Popis a chování
Pita luzonská je asi 22 až 23 cm velký pták se silným, tmavým zobákem. Svrchní partie těla mají matně olivově zelené zbarvení, s modrým ocasem. Hlava je tmavě hnědá, její zbarvení směrem dozadu přechází do rezavé. Výrazným znakem jsou dva světle hnědé proužky, které se táhnou dolů od zobáku. Protože tato kresba připomíná „vousy“, vynesla tomuto druhu i anglické jméno („whiskered pitta“). Hruď je modravá, zbytek spodních partií šarlatový (jde o typický znak zástupců rodu Erythropitta).
Podobně jako ostatní zástupci čeledi, i pita luzonská je skrytě žijícím ptákem. Krmí se na lesní půdě, kde vyhledává různé bezobratlé živočichy. Podle pozorování místních obyvatel klade vajíčka na začátku února, března a května, hnízdo si staví na zemi nebo v křovinách nízko nad zemí. Nedospělé pity luzonské se od dospělců výrazně odlišují, protože jejich opeření je na celém těla tmavě hnědé, se světlejšími skvrnkami na hrudi.
Záznamy z jižního Luzonu (které se mohou týkat zimujících jedinců) naznačují, že pita může provádět vnitroostrovní migrace.

## Ohrožení
Mezinárodní svaz ochrany přírody (IUCN) považuje pitu luzonskou ve svém vyhodnocení stavu druhu z roku 2023 za málo dotčený druh. Navzdory tomu, že populace pity luzonské nepodléhají takovému poklesu, aby ji bylo možné klasifikovat mezi obecně ohrožené druhy, hrozbou nadále zůstává ztráta lesních stanovišť, přičemž lokálně se na tento problém navíc nabaluje i lov. Celkovou velikost populace IUCN kvantifikuje na 10 000 až 20 000 dospělých jedinců.